# Flesh & Blood (película de 1979)
Flesh & Blood (conocida en España como De carne y hueso) es una película de drama de 1979, dirigida por Jud Taylor, escrita por Eric Bercovici y basada en la novela homónima de Pete Hamill, musicalizada por Billy Goldenberg, en la fotografía estuvo Vilmos Zsigmond, los protagonistas son Tom Berenger, Mitchell Ryan y Kristin Griffith, entre otros. El filme fue realizado por Paramount Television, se estrenó el 14 de octubre de 1979.

## Sinopsis
Un convicto empieza a boxear en la cárcel, de esta manera su vida adquiere un nuevo significado. Cuando queda libre, su preparador lo incentiva a transformarse en boxeador profesional. Solamente le preocupan dos cosas, su madre molestamente cercana y su padre ausente.